# Out of Water
 (mars 2024).
Albums de Peter Hammill
In a Foreign Town
(1988) Room Temperature
(1990)
Out of Water est le dix-septième album de Peter Hammill, sorti en 1989.

## Liste des titres
1. Evidently Goldfish
2. Not the Man
3. No Moon in the Water
4. Our Oyster
5. Something about Ysabel's Dance
6. Green Fingers
7. On the Surface
8. A Way Out